# Ivan Šarić (arcybiskup)
Ivan Evanđelist Šarić (ur. 27 września 1871 w Dolacu, zm. 16 lipca 1960 w Madrycie) – chorwacki duchowny katolicki, teolog, drugi arcybiskup metropolita wszechbośniacki od 1922 roku. W 1940 roku został przewodniczącym Konferencji Episkopatu Jugosławii. Jako pierwszy przełożył Biblię na nowoczesny język chorwacki. Podczas II wojny światowej należał do kontrowersyjnych zwolenników ustaszy oraz ich przywódcy Ante Pavelića.

## Życiorys
Ivan Šarić urodził się w 1871 roku w rodzinie chorwackiej we wsi Dolac w pobliżu Travnika. Ukończył szkołę elementarną, a następnie średnią w Travniku, gdzie też zdał egzamin dojrzałości. Bezpośrednio potem podjął studia teologiczne w Sarajewie, które ukończył w 1894 roku. W tym samym roku 22 lipca otrzymał święcenia kapłańskie w sarajewskiej archikatedrze Serca Jezusowego.
Następnie pracował jako katecheta w Instytucie św. Vinko w Sarajewie od 1894 roku. Dwa lata później został kanonikiem archidiecezji wszechbośniackiej. Pomiędzy 1896 a 1908 roku był redaktorem gazet "Vrhbosna" oraz "Balkan". W 1898 roku Wydział Teologiczny Uniwersytetu Zagrzebskiego nadał mu stopień naukowy doktora nauk teologicznych. 27 kwietnia 1908 roku papież Pius X mianował go biskupem koadiutorem archidiecezji wszechbośniackiej, przydzielając mu jako tytularną stolicę Caesaropolitanus. 28 maja miała miejsce jego konsekracja biskupia. Jako biskup 28 października tego samego roku udzielił on sakramentu ostatniego namaszczenia wybitnemu chorwackiemu poecie Silvijowi Strahimirowi Kranjčevićowi. 2 maja 1922 roku na cztery lata po śmierci abpa Josefa Stadlera objął rządy w archidiecezji wszechbośniackiej, które wcześniej sprawował jako administrator apostolski.
Šarić był współtwórcą Akcji Katolickiej na terenie Bośni i Hercegowiny. Szczególnie interesował się rozwojem prasy katolickiej. W 1922 roku rozpoczął i przez pewien czas był redaktorem naczelnym tygodnika "Nedjelja", który został zdelegalizowany przez władze jugosłowiańskie. Stąd też tygodnik ten został otrzymał nową nazwę "Križ", a następnie "Katolički Tjednik". Do 1941 roku zlecił wydawanie drukiem pisma "Vrhbosanske savremene knjižice", w którym poruszano bieżące sprawy archidiecezji wszechbośniackiej. W 1925 roku przewodził drugiej jugosłowiańskiej pielgrzymce do Watykanu, która odbyła się z okazji 1000-lecia Królestwa Chorwackiego.
Arcybiskup Šarić włożył także wiele wysiłku w celu wsparcia finansowego dwóch bośniackich seminariów duchownych, rozbudowywał Caritas, a ponadto wspierał działania misyjne. Próbował zachęcić też młodzież do wstępowania do zakonów, głównie franciszkanów.
W czasie II wojny światowej po likwidacji przez faszystów państwa jugosłowiańskiego i utworzeniu kolaborującego z III Rzeszą Niezależnego Państwa Chorwackiego współpracował z tamtejszym reżimem ustaszy.
Na krótko przed zakończeniem działań wojennych w 1945 roku udało mu się opuścić Bośnię i Heregowninę, emigrując do Austrii. Przebywał w pałacu biskupim w Klagenfurcie pod nadzorem brytyjskim, a następnie przeniósł się na krótko do Szwajcarii i Hiszpanii, gdzie osiadł na emigracji w Madrycie. Opublikował tam nowe wydanie Nowego Testamentu w języku chorwackim. Zmarł w 1960 roku w Madrycie i został tam pochowany na Cmentarzu Almudena. 26 kwietnia 1997 roku jego doczesne szczątki zostały przeniesione do krypty w kościele św. Józefa w Sarajewie.